# هيكارو كيتاغاوا
هيكارو كيتاغاوا (北川 ひかる) (10 مايو 1997 في كانازاوا في اليابان – )؛ هي لاعبة كرة قدم كانت تلعب كمدافع. ولعبت مع منتخب اليابان لكرة القدم للسيدات.

## وصلات خارجية
- هيكارو كيتاغاوا على موقع الاتحاد الدولي (مؤرشف)  (الإنجليزية)
- هيكارو كيتاغاوا على موقع إي إس بي إن إف سي (الإنجليزية)
- هيكارو كيتاغاوا على موقع قاعدة بيانات كرة القدم.إي يو (الإنجليزية)
- هيكارو كيتاغاوا على موقع Soccerway.com (الإنجليزية)
- هيكارو كيتاغاوا على موقع عالم كرة القدم.نت (الإنجليزية)